# Кокурки
Коку́рки  — русская выпечка наподобие булочек или крендельков. Вероятно, от «кокур» — грош, мелкая монета.
Имели обрядовое значение, их пекли на Рождество и святки, угощали колядующих.
В различных регионах были свои рецепты кокурок. В Челябинске, это сдобный хлебец для детей; в Терской области — это небольшой хлебец, замешенный на арбузном меду (медовик); у пермяков — небольшой калачик из белого кислого теста; также — сдобный колобок из пресного теста. Особенно популярна такая выпечка была на берегах Волги. Готовились волжские кокурки в виде колобка из ржаного бездрожжевого теста на сметане с варёным яйцом внутри, именно так их определяет «Толковый словарь» Владимира Даля.
Кокурки пекли круглый год, их удобно было брать с собой в дорогу или на работу в поле из-за того, что они не черствели несколько дней.
Упоминаются у многих русских писателей. В частности, Н. В. Гоголь в «Мёртвых душах» пишет:

 … [Экипаж] был… напичкан мешками с хлебами, калачами, кокурками… и кренделями из заварного теста